# خضرشا
خضرشا هي بلدة في مقاطعة خوجه آباد في ولاية أنديجان في أوزبكستان.